# Kishore Mahbubani
Kishore Mahbubani (Singapur, 24 d'octubre de 1948) és un politòleg, escriptor i intel·lectual singapurenc.

## Biografia
Doctorat en Filosofia en la Universitat Nacional de Singapur (NUS), ha exercit diversos càrrecs diplomàtics en el Ministeri d'Afers Exteriors de Singapur (1971-2004), va assumir la Representació Permanent de Singapur davant les Nacions Unides, i va ocupar el càrrec de President del Consell de Seguretat de les Nacions Unides (gener de 2001-maig de 2002).
Entre 2004 i 2017, fou el degà de l'Escola de Polítiques Públiques Lee Kuan Yew (LKYSPP) de la Universitat Nacional de Singapur. Arran de la seua dimissió, va treballar com a Assessor Principal en NUS durant un any sabàtic de nou mesos en diverses universitats, incloent-hi el Centre Ash d'Innovació i Governança Democràtica de la Universitat Harvard. Actualment és membre distingit de l'Institut de Recerca d'Àsia.
Va saltar a la fama per publicar diversos llibres sobre temes geopolítics i per participar en nombrosos discursos i entrevistes en diversos periòdics de tot el món. És un gran defensor i veu destacada d'una visió del món que defensa que el segle xxi serà eminentment asiàtic.
El 2024 publicà l'autobiografia Living the Asian Century: An Undiplomatic Memoir.